# Joseph Winlock (astronoom)

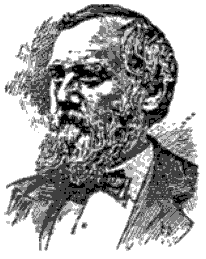
Joseph Winlock

Joseph Winlock (Shelby County (Kentucky), 6 februari 1826 - 11 juni 1875) was een Amerikaans astronoom en wiskundige.
Hij was de kleinzoon van generaal Joseph Winlock (1758-1831). 

## Biografie
Hij studeerde af aan het Shelby College in Kentucky in 1845 en werd er vervolgens professor wiskunde en astronomie. 
Hij werkte als rekenaar voor de American Ephemeris and Nautical Almanac van 1852 tot 1857 en verhuisde hiervoor naar Cambridge in Massachusetts. Voor een korte periode was hij hoofd van het departement wiskunde aan de United States Naval Academy, maar hij keerde terug naar de Almanac om er diensthoofd te worden.
Hij was in 1863 een van de 50 startende leden van de National Academy of Sciences. 
Drie jaar later, in 1866, werd hij directeur van het Harvard College Observatory, waar hij George Bond opvolgde. Hij werd eveneens hoogleraar astronomie aan de Harvard-universiteit. Hij werd nog hoogleraar geodesie en bleef dit tot aan zijn plotselinge overlijden in 1875.

## Werkgebied
- Zijn werk bevat een aantal berekeningen met een meridiaankijker, een catalogus van dubbelsterren en sterrenfotometrie.
- Hij ontdekte de deepsky objecten NGC 5872 en NGC 5883 in het sterrenbeeld Weegschaal.
- Hij leidde ook de zonsverduisteringexpeditie naar Kentucky in 1860 en naar Spanje in 1870.

De krater Winlock op de maan werd naar hem genoemd.